# 조경규 (1904년)
조경규(趙瓊奎, 1904년~1983년 1월 13일)는 대한민국의 정치인이다. 제2·3·4대 국회의원을 지냈다. 세브란스의학전문학교를 졸업하고, 대구민보 사장, 국민회 경북도지부장, 징계자격·내무위원장, 대구시사신보 사장, 대한노총 최고위원, 자유당 중앙위원, 국회 부의장, 국민회 중앙본부 부회장을 역임하였다.

## 학력
- 세브란스의학전문학교 졸업(내과 전공)
- 대한민국 국방대학교 행정학사 1기(1956년)

## 역대 선거 결과
|  | 19.46% |

|  | 24.00% |

|  | 33.46% |

|  | 41.65% |

|  | 23.06% |

|  | 21.05% |

|  | 37.25% |